# Los gorroncillos
Los gorroncillos es un entremés compuesto por Vicente Suárez de Deza y Ávila.

## Argumento
En él se desarrolla un asunto ligero y gracioso; una burla hecha a dos gorrones, los cuales están presenciando cómo devoran los manjares unos convidados que fingen una comida de farsa, mientras ellos, como meros espectadores, se quedan hambreando.